# Án lệ 72/2024/AL
Án lệ 72/2024/AL là về xác định di sản thừa kế là quyền sử dụng đất trong trường hợp di chúc không thể hiện diện tích đất cụ thể là án lệ thứ 72 thuộc lĩnh vực dân sự của hệ thống pháp luật Việt Nam, được Hội đồng Thẩm phán Tòa án nhân dân tối cao thông qua, Chánh án Nguyễn Hòa Bình ra quyết định công bố ngày 15 tháng 5 năm 2024, và có hiệu lực cho tòa án các cấp trong cả nước nghiên cứu, áp dụng trong xét xử từ ngày 15 tháng 6 năm 2024. Án lệ này dựa trên nguồn án là Quyết định giám đốc thẩm số 60/2022/DS-GĐT ngày 19 tháng 12 năm 2022 của Hội đồng Thẩm phán Tòa án nhân dân tối cao, nội dung xoay quanh di sản thừa kế, di chúc hợp pháp, thừa kế theo di chúc và xác định di sản thừa kế theo tứ cận. Năm Thẩm phán Tòa án nhân dân tối cao xét xử giám đốc thẩm vụ án này đã đề xuất lựa chọn nguồn án này làm án lệ.
Gia đình tại Cái Nước, Cà Mau sở hữu mảnh đất từ những năm 1950 có 8 người con. Khi những người con dần lớn, người bố và mẹ lần lượt qua đời, lập những bản di chúc khác nhau vào những thời điểm khác nhau năm 1998—2010. Tranh chấp về mảnh đất và ngôi nhà của gia đình diễn ra giữa người con gái thứ 4 – người đã sống chung và nuôi dưỡng bố mẹ cho đến khi bố mẹ qua đời, và người con trai út thứ 8 – người đã sống riêng nhưng đứng tên trên sổ đỏ nhà đất. Vụ án lần lượt trải qua các giai đoạn sơ thẩm, phúc thẩm, kháng nghị và giám đốc thẩm đi đến kết luận xác định tính hợp lệ của di chúc, không chấp thuận kháng nghị, tuyên người con gái thứ 4 thắng kiện, được trao quyền sử dụng đất và sở hữu ngôi nhà chung của gia đình.

## Nội dung vụ án
Tại Cái Nước, Cà Mau có gia đình Nguyễn Văn M, Nguyễn Thị B sở hữu một mảnh đất được thừa kế từ bố mẹ từ những năm 1950, đã được cấp giấy chứng nhận quyền sử dụng đất. Gia đình M—B có 8 người con, trong đó có Nguyễn Thị G là con gái thứ 4 và Nguyễn Văn U là con trai út. Ban đầu, gia đình sống chung với nhau trong một ngôi nhà trên mảnh đất, sau đó các con trường thành thì lần lượt rời đi sống trên đất riêng, riêng Nguyễn G ở lại và chăm sóc bố mẹ. Lần lượt Nguyễn M, Nguyễn B qua đời những năm 1998, 2010, con gái thứ 4 Nguyễn G tiếp tục sống trên ngôi nhà và mảnh đất sau khi bố mẹ mất. Đến năm 2018, con trai út Nguyễn U trở lại và đòi lại nhà vì Nguyễn U là người đứng tên trên giấy chứng nhận quyền sử dụng đất và quyền sở hữu nhà. Vụ án bắt đầu vào thời điểm này khi mà Nguyễn B đệ đơn khởi kiện lên Tòa án nhân dân tỉnh Cà Mau, yêu cầu Tòa án hủy sổ đỏ mà Nguyễn U đang đứng tên, khẳng định mảnh đất là của mình.

## Tranh tụng

### Nguyên đơn
Tại đơn khởi kiện và tại tòa, nguyên đơn Nguyễn G trình bày rằng: năm 1993, gia đình M—B kê khai vào sổ mục kê địa chính và được Ủy ban nhân dân huyện Cái Nước cấp sổ đỏ. Năm 1994—1995, bị đơn ra ở riêng trên phần đất tại huyện Phú Tân, còn nguyên đơn chung sống với cha mẹ từ nhỏ và quản lý, sử dụng phần đất tranh chấp từ đó cho đến nay. Ngày 16 tháng 5 năm 1998, bố là Nguyễn M trước khi chết đã lập di chúc để lại cho nguyên đơn phần đất 15 công tầm cấy, còn 10 công thì ai thờ cúng ông bà sẽ được hưởng. Khi lập di chúc bố vẫn còn minh mẫn. Năm 2000, bị đơn giả mạo chữ ký của bố để làm sổ đỏ và được Ủy ban nhân dân huyện Cái Nước cấp sổ đỏ đứng tên bị đơn mà nguyên đơn không biết. Năm 2004, mẹ là Nguyên B họp các con trong gia đình và thống nhất cho nguyên đơn toàn bộ đất tranh chấp để nguyên đơn quản lý và thờ phụng ông bà, Biên bản họp gia đình có Ủy ban nhân dân xã chứng thực. Năm 2006, Nguyễn B tiếp tục lập di chúc cho nguyên đơn toàn bộ phần đất nêu trên. Sau khi Nguyễn B chết, nguyên đơn vẫn quản lý và sử dụng đất cho đến nay. Tuy nhiên, năm 2016, bị đơn ngăn cản không cho nguyên đơn sử dụng đất và cho rằng đất này bị đơn đã được cha, mẹ là ông bà M—B cho. Vì vậy, nguyên đơn khởi kiện yêu cầu Tòa án hủy giấy chứng nhận quyền sử dụng đất do Ủy ban nhân dân huyện Cái Nước cấp cho bị đơn ngày 15 tháng 11 năm 2000 và công nhận quyền sử dụng đất cho nguyên đơn theo di chúc đối với phần đất tranh chấp.
Về căn nhà có trên đất, nguyên đơn trình bày rằng căn nhà là của ông bà M—B, bị đơn chỉ là người đứng ra xây dựng khi còn ở chung với cha mẹ, khi bị đơn đi nơi khác thì nguyên đơn sử dụng và có sửa chữa lại.

### Bị đơn
Bị đơn cho rằng: nguồn gốc đất tranh chấp được bố mẹ khai phá từ năm 1950. Năm 1983, nguyên đơn cất nhà tạm ở mặt tiền phần đất tranh chấp để buôn bán, còn bị đơn là con trai út tiếp tục chung sống, chăm sóc cha mẹ và trực tiếp quản lý, sử dụng đất. Khoảng năm 1993, bị đơn xây dựng căn nhà từ nguồn tiền trong gia đình vì lúc này bị đơn sống chung với gia đình. Năm 1998, cha, mẹ tặng cho bị đơn đất, có Biên bản họp gia đình và bị đơn đã nộp cho cơ quan có thẩm quyền để được cấp giấy chứng nhận quyền sử dụng đất. Cùng năm 1998, bị đơn đã kê khai, đăng ký theo quy định và được Ủy ban nhân dân huyện Cái Nước cấp sổ đỏ. Sau khi bố là Nguyễn M chết, do cuộc sống khó khăn nên bị đơn đi nơi khác làm ăn, còn vợ con bị đơn vẫn sống tại nhà đất nêu trên. Năm 2010, mẹ là Nguyên B chết, nhằm tạo điều kiện cho chị gái là nguyên đơn Nguyên G có thu nhập nên bị đơn đi nơi khác sinh sống, để lại căn nhà cho nguyên đơn mượn ở và canh tác trên đất. Phần đất mà vợ chồng bị đơn hiện đang sử dụng tại Phú Tân được mua bằng nguồn tiền của vợ chồng bị đơn. Đối với việc cha mẹ lập di chúc và họp gia đình cho nguyên đơn đất, bị đơn không biết.
Ngày 16 tháng 3 năm 2018, bị đơn có đơn phản tố, yêu cầu Tòa án buộc nguyên đơn trả lại toàn bộ diện tích phần đất tranh chấp và căn nhà cấp 4 trên đất.

### Các đương sự
Chị cả Nguyễn Thị H trình bày rằng rằng trước đây khi cha, mẹ còn sống có nói là làm di chúc để lại phần đất tranh chấp cho nguyên đơn còn việc làm di chúc thời điểm nào thì đương sự không nhớ vì thời gian đã lâu. Nguyên đơn ở phần đất tranh chấp từ lúc nhỏ đến nay và là người nuôi dưỡng cha, mẹ lúc còn sống, sau khi cha, mẹ chết thì nguyên đơn là người thờ cúng cha, mẹ. Bị đơn không quản lý phần đất tranh chấp vì đã có đất riêng.
Chị gái thứ hai Nguyễn Thị M1 trình bày rằng nguyên đơn sống chung với cha, mẹ từ nhỏ. Việc cha, mẹ lập di chúc cho nguyên đơn đất có sự chứng kiến của đương sự; khi Nguyễn B họp gia đình thì đương sự có tham dự, không có mặt bị đơn. Căn nhà trên đất do cha, mẹ xây cất vì lúc này các con còn ở chung với cha, mẹ. Phần đất hiện bị đơn đang quản lý, sử dụng là do người em thứ 7 bán cho Nguyễn B một phần, người em thứ 6 cho một phần đất để nuôi cha, mẹ nhưng bị đơn không nuôi cha, mẹ. Đối với phần đất tranh chấp và tài sản trên đất đương sự không yêu cầu chia thừa kế; yêu cầu giải quyết phần đất tranh chấp thuộc về nguyên đơn theo di chúc cha, mẹ để lại.
Người con thứ sáu Nguyễn Văn L trình bày rằng việc xây nhà là do cha, mẹ và anh em trong gia đình xây cất không phải do bị đơn xây. Khi cha, mẹ còn sống có lập di chúc và họp gia đình cho nguyên đơn phần đất tranh chấp. Đối với phần đất bị đơn đang quản lý, sử dụng có một phần do ông bán cho và một phần do anh thứ 6 cho để nuôi cha, mẹ. Ông yêu cầu Tòa án giải quyết phần đất tranh chấp thuộc về nguyên đơn theo di chúc của cha, mẹ.
Người con thứ bảyy Nguyễn Thị P trình bày rằng khi cha, mẹ còn sống đương có nghe cha nói cho nguyên đơn 5 công đất. Bà không yêu cầu chia thừa kế mà chỉ yêu cầu để lại 5 công đất nền mộ và không ai được quyền chia.
Đương sự Nguyễn Văn V, Nguyễn Văn T là các con trai của người con thứ 3 đã qua đời rằng yêu cầu chia thừa kế đối với phần di sản mà cha anh là người con thứ 3 được hưởng. Đương sự Nguyễn Thúy H là con gái của người con thứ 5 đã qua đời đề nghị Tòa án giải quyết theo quy định của pháp luật.

## Tiền giám đốc thẩm
Ngày 16 tháng 4 năm 2019, tại phiên sơ thẩm ở trụ sở 116 Đường Phan Ngọc Hiển, Phường 5, Cà Mau, Tòa án nhân dân tỉnh Cà Mau tuyên chấp nhận yêu cầu khởi kiện về việc chia thừa kế của nguyên đơn, nguyên đơn được hưởng thừa kế đối với phần di sản của ông bà M—B để lại gồm nhà và đất. Đồng thời, Tòa tuyên hủy giấy chứng nhận quyền sử dụng đất được cấp bởi Ủy ban nhân dân huyện Cái Nước do bị đơn đứng tên, không chấp nhận yêu cầu phản tố của bị đơn. Ngày 26 tháng 4 năm 2019, bị đơn có đơn kháng cáo toàn bộ bản án sơ thẩm.
Ngày 13 tháng 12 năm 2019, tại phiên phúc thẩm ở trụ sở số 8 đường 57-CL, khu phố 3, Thủ Đức, Tòa cấp cao quyết định không chấp nhận kháng cáo của bị đơn.
Ngày 4 tháng 3 năm 2022, Viện trưởng Viện kiểm sát nhân dân tối cao Lê Minh Trí kháng nghị đối với bản án phúc thẩm của Tòa án cấp cao, đề nghị Hội đồng Thẩm phán của Tòa tối cao xét xử giám đốc thẩm theo hướng hủy cả bản án phúc thẩm lẫn bản án sơ thẩm, giao Tòa Cà Mau xét xử sơ thẩm lại.

## Giám đốc thẩm
Ngày 19 tháng 12 năm 2022, với yêu cầu kháng nghị của Viện trưởng Viện tối cao, Hội đồng Thẩm phán đã nhất trí mở phiên xét xử giám đốc thẩm tại trụ sở tòa ở số 48 đường Lý Thường Kiệt, Hoàn Kiếm, Hà Nội. Hội đồng xét xử với Chủ tịch là Thẩm phán Lương Ngọc Trâm, các Thẩm phán Nguyễn Văn Thuân, Lê Văn Minh, Ngô Hồng Phúc, Trần Hồng Hà, Kiểm sát viên Vũ Thị Thái.

### Nhận định của tòa án
Phần đất tranh chấp có nguồn gốc là của gia đình M—B, hiện trạng như án cũ. Quá trình giải quyết vụ án, nguyên đơn cho rằng gia đình M—B đã cho bà phần đất nêu trên từ năm 1998, sau khi được cho đất thì nguyên đơn đã liên tục quản lý, sử dụng và có sửa chữa căn nhà trên đất; trong khi đó, bị đơn không thừa nhận việc cha, mẹ lập di chúc cho nguyên đơn toàn bộ đất mà cho rằng năm 1998 cha, mẹ đã cho bị đơn diện tích đất nêu trên và năm 2000 bị đơn được Ủy ban nhân dân huyện Cái Nước cấp sổ đỏ.
Hội đồng xét xử, nội dung nhận định.
Tờ di chúc đề ngày 16 tháng 5 năm 1998 do ông bà M—B lập có chữ ký của các con (trong đó có bị đơn) và xác nhận của chính quyền địa phương; Biên bản họp gia đình ngày 15 tháng 6 năm 2004, có chữ ký của các con (không có chữ ký của ông U) và xác nhận của chính quyền địa phương, tờ di chúc đề ngày 9 tháng 9 năm 2006 có xác nhận của chính quyền địa phương thể hiện tại thời điểm lập di chúc và họp gia đình các con không ai có ý kiến phản đối việc hai cho nguyên đơn toàn bộ phần đất tranh chấp, đều xác nhận do nguyên đơn sống chung với cha mẹ từ nhỏ nên cha, mẹ và các anh chị em thống nhất cho nguyên đơn quản lý đất để thờ phụng cha, mẹ. Riêng bị đơn cho rằng bị đơn được ông bà M—B tặng cho đất từ năm 1998 nên ngày 15 tháng 11 năm 2000, bị đơn được cấp sổ đỏ nhưng bị đơn không xuất trình được chứng cứ chứng minh có việc cha mẹ tặng cho đất.
Đối với việc kê khai, đăng ký và được cấp sổ đỏ tranh chấp: Phiếu cung cấp thông tin địa chính của Chi nhánh Văn phòng đăng ký đất đai huyện Phú Tân thể hiện Nguyễn Văn M đăng ký, kê khai năm 1993 và được Ủy ban nhân dân huyện Cái Nước cấp sổ đỏ; đến năm 2006, nguyên đơn đăng ký, kê khai quyền sử dụng đất. Ủy ban nhân dân huyện Phú Tân cho biết hồ sơ cấp giấy chứng nhận quyền sử dụng đất cho bị đơn đã thất lạc. Mặt khác, tại Biên bản hòa giải ngày 23 tháng 2 năm 2017 của Ủy ban nhân dân xã, bị đơn trình bày  bố ủy quyền cho ông làm sổ đỏ để thế chấp vay tiền tại ngân hàng.
Thời điểm năm 1998, bị đơn không sống chung với cha, mẹ mà sống tại nhà riêng; đồng thời quản lý, sử dụng phần đất có diện tích khoảng 6—7 hecta. Nguyên đơn, người thân là Nguyễn M, nguyễn L đều xác định phần đất bị đơn đang sử dụng là của ông bà M—B cho bị đơn sử dụng (trong đó có một phần của Nguyễn L sang nhượng cho bố mẹ và một phần của người con thứ 6 cho để nuôi cha mẹ). Bị đơn cho rằng đất bị đơn sử dụng có một phần do tập đoàn cấp, một phần do nhận chuyển nhượng nhưng bị đơn không xuất trình được chứng cứ chứng minh.
Khi giải quyết vụ án, Tòa án cấp sơ thẩm và Tòa án cấp phúc thẩm căn cứ vào nội dung của di chúc, biên bản họp gia đình, lời khai của các con gia đình M—B và quá trình quản lý, sử dụng đất liên tục từ năm 1998 của nguyên đơn cũng như việc kê khai, đăng ký đất từ đó chấp nhận yêu cầu khởi kiện của nguyên đơn, công nhận nguyên đơn được hưởng thừa kế đối với phần đất là di sản của ông bà M—B là có căn cứ.

### Quyết định
Căn cứ nhận định, Hội đồng Thẩm phán quyết định không chấp nhận quyết định kháng nghị của Viện trưởng Viện kiểm sát nhân dân tối cao, giữ nguyên bản án dân sự phúc thẩm của Tòa án nhân dân cấp cao tại Thành phố Hồ Chí Minh.

## Hình thành án lệ
Sau khi ban hành quyết định giám đốc thẩm, các thẩm phán của Hội đồng thẩm phán trong phiên giám đốc thẩm đã đề xuất lựa chọn quyết định giám đốc thẩm của vụ án dân sự này làm án lệ để xác định di sản thừa kế là quyền sử dụng đất
được xác định theo diện tích đất đo đạc thực tế theo tứ cận thể hiện trong di chúc, là 1 trong 7 đề xuất án lệ năm 2024. Ngày 19 tháng 2 năm 2024, Hội đồng Thẩm phán Tòa án nhân dân tối cao đã khai mạc phiên họp toàn thể lần thứ nhất năm 2024, kéo dài từ 19—23 tháng 2, cho ý kiến đối với các Luật và 7 dự thảo án lệ. Tại phiên họp, Hội đồng Thẩm phán quyết định thực hiện quy trình rút gọn đối với 7 bản án, thông qua quyết định giám đốc thẩm được Hội đồng xét xử của Hội đồng Thẩm phán, của Ủy ban Thẩm phán Tòa án nhân dân cấp cao tại Hà Nội và Thành phố Hồ Chí Minh đề xuất, chính thức là Án lệ 71/2024/AL và Án lệ 72/2024/AL.